# Wereldkampioenschappen skeleton 2019
De wereldkampioenschappen skeleton 2019 (officieel: BMW IBSF World Championships Bob + Skeleton 2019) werden gehouden van 25 februari tot en met 10 maart in Whistler, Canada. Er stonden drie onderdelen op het programma. Tegelijkertijd werden in Whistler de wereldkampioenschappen bobsleeën afgewerkt.

## Wedstrijdschema
| Onderdeel         | 3 maart   | 7 maart    | 8 maart    |
| ----------------- | --------- | ---------- | ---------- |
| Mannen            |           | run 1 en 2 | run 3 en 4 |
| Vrouwen           |           | run 1 en 2 | run 3 en 4 |
| Landenwedstrijd * | Alle runs |            |            |

* In de landenwedstrijd worden per team twee (2-mans)bobslee- (m/v) en twee skeleton-runs (m/v)  gedaald.

## Medailles
| Onderdeel | Goud | Goud    | Zilver                                                                                                   | Zilver  | Brons | Brons   |
| --------- | --- | ------- | --- | ------- | --- | ------- |
| Mannen    | Martins Dukurs Letland                                                                                         | 3.28,11 | Nikita Tregoebov Rusland                                                                                 | 3.28,62 | Yun Sung-bin Zuid-Korea                                                                                       | 3.28,99 |
| Vrouwen   | Tina Hermann Duitsland                                                                                         | 3.33,03 | Jacqueline Lölling Duitsland                                                                             | 3.33,41 | Sophia Griebel Duitsland                                                                                      | 3.34,20 |
| Team      | Duitsland Christopher Grotheer Anna Köhler Lisa Sophie Gericke Sophia Griebel Johannes Lochner Marc Rademacher | 3.31,85 | Canada Dave Greszczyszyn Christine de Bruin Kristen Bujnowski Mirela Rahneva Nick Poloniato Keefer Joyce | 3.32,00 | Verenigde Staten Greg West Brittany Reinbolt Jessica Davis Savannah Graybill Geoffrey Gadbois Kristopher Horn | 3.32,49 |

### Medaillespiegel
| Plaats | Land             | Goud | Zilver | Brons | Totaal |
| 1      | Duitsland        | 2    | 1      | 1     | 4      |
| 2      | Letland          | 1    | 0      | 0     | 1      |
| 3      | Canada           | 0    | 1      | 0     | 1      |
| “      | Rusland          | 0    | 1      | 0     | 1      |
| 5      | Verenigde Staten | 0    | 0      | 1     | 1      |
| “      | Zuid-Korea       | 0    | 0      | 1     | 1      |
| Totaal | Totaal           | 3    | 3      | 3     | 9      |

## Uitslagen
| #                             | Naam                      | Land   | Tijd        |
| 4 runs                        | 4 runs                    | 4 runs | 4 runs      |
| ----------------------------- | ------------------------- | ------ | ----------- |
| Goud                          | Martins Dukurs            | LAT    | 3.28,11 min |
| Zilver                        | Nikita Tregoebov          | RUS    | +0,51 s     |
| Brons                         | Yun Sung-bin              | KOR    | +0,88 s     |
| 4                             | Christopher Grotheer      | GER    | +0,98 s     |
| 5                             | Tomass Dukurs             | LAT    | +1,00 s     |
| 6                             | Aleksandr Tretjakov       | RUS    | +1,13 s     |
| 7                             | Alexander Gassner         | GER    | +2,08 s     |
| 8                             | Austin Florian            | USA    | +2,11 s     |
| 9                             | Jung Seung-gi             | KOR    | +2,21 s     |
| 10                            | Axel Jungk                | GER    | +2,28 s     |
| 11                            | Dave Greszczyszyn         | CAN    | +2,30 s     |
| 12                            | Marcus Wyatt              | GBR    | +2,54 s     |
| 13                            | Felix Keisinger           | GER    | +2,77 s     |
| 14                            | Vladyslav Heraskevytsj    | UKR    | +3,04 s     |
| 15                            | Kim Ji-soo                | KOR    | +3,04 s     |
| 16                            | Greg West                 | USA    | +3,25 s     |
| 17                            | Geng Wenqiang             | CHN    | +3,26 s     |
| 18                            | Florian Auer              | AUT    | +3,40 s     |
| 19                            | Kyle Brown                | USA    | +3,65 s     |
| 20                            | Yan Wengang               | CHN    | +3,95 s     |
| Niet geplaatst voor de 4e run |                           |        |             |
| 21                            | Jerry Rice                | GBR    |             |
| 22                            | Brendan Doyle             | IRL    |             |
| 23                            | Mark Lynch                | CAN    |             |
| 24                            | Vladislav Martsjenkov     | RUS    |             |
| 25                            | Joseph Luke Cecchini      | ITA    |             |
| 26                            | Nicholas Timmings         | AUS    |             |
| 27                            | Jack Thomas               | GBR    |             |
| 28                            | Ronald Auderset           | SUI    |             |
| 29                            | Alexander Henning Hanssen | NOR    |             |
| 30                            | Joel Seligstein           | ISR    |             |
| 31                            | Jeff Bauer                | LUX    |             |
| 32                            | Bram Zeegers              | NED    |             |
| 33                            | Joe Della Santina         | NZL    |             |
|                               | Todd Rodriguez Pfalzgraf  | PUR    | DNS         |
|                               | Ander Mirambell           | ESP    | DNS         |
|                               | Reynaldo Arturo Sosa      | MEX    | DNS         |

| #                             | Naam                  | Land   | Tijd        |
| 4 runs                        | 4 runs                | 4 runs | 4 runs      |
| ----------------------------- | --------------------- | ------ | ----------- |
| Goud                          | Tina Hermann          | GER    | 3.33,03 min |
| Zilver                        | Jacqueline Lölling    | GER    | +0,38 s     |
| Brons                         | Sophia Griebel        | GER    | +1,17 s     |
| 4                             | Anna Fernstädt        | CZE    | +1,77 s     |
| 5                             | Jelena Nikitina       | RUS    | +2,03 s     |
| 6                             | Marina Gilardoni      | SUI    | +2,35 s     |
| 7                             | Joelia Kanakina       | RUS    | +2,37 s     |
| 8                             | Savannah Graybill     | USA    | +2,60 s     |
| 9                             | Janine Flock          | AUT    | +2,68 s     |
| 10                            | Elisabeth Maier       | AUT    | +2,80 s     |
| 11                            | Kendall Wesenberg     | USA    | +3,09 s     |
| 12                            | Mirela Rahneva        | CAN    | +3,47 s     |
| 13                            | Kimberley Bos         | NED    | +4,21 s     |
| 14                            | Renata Choezina       | RUS    | +4,24 s     |
| 15                            | Madelaine Smith       | GBR    | +4,36 s     |
| 16                            | Ashleigh Fay Pittaway | GBR    | +4,41 s     |
| 17                            | Madison Charney       | CAN    | +4,68 s     |
| 18                            | Megan Henry           | USA    | +4,90 s     |
| 19                            | Kellie Delka          | PUR    | +6,12 s     |
| 20                            | Kim Meylemans         | BEL    | +6,16 s     |
| Niet geplaatst voor de 4e run |                       |        |             |
| 21                            | Leslie Stratton       | SWE    |             |
| 22                            | Lin Huiyang           | CHN    |             |
| 23                            | Valentina Margaglio   | ITA    |             |
| 24                            | Katie Tannenbaum      | ISV    |             |
| 25                            | Nicole Rocha Silveira | BRA    |             |
| 26                            | Georgina Cohen        | ISR    |             |

## Belgische deelname
| Vrouwen | Kim Meylemans | 20e |

## Nederlandse deelname
| Mannen  | Bram Zeegers  | 32e |
| Vrouwen | Kimberley Bos | 13e |